# Reset (Tina Arena)
Reset è il decimo album in studio della cantante australiana Tina Arena, pubblicato nel 2013.

## Tracce
1. Love You Less – 3:40 (Tina Arena, Stuart Crichton, Ilan Kidron)
2. Still Running – 3:26 (Arena, Hayley Warner, Louis Schoorl)
3. You Set Fire to My Life – 4:14 (Arena, Mattias Lindblom, Anders Wollbeck)
4. Let Me In – 3:23 (Arena, Robert Conley, Hunter Nixon)
5. Out of the Blue – 4:08 (Arena, Lindblom, Wollbeck)
6. Don't Hide – 4:06 (Arena, Arnthor Birgisson, Lukasz Duchnowski, Tiaan Williams)
7. Patchwork Heart – 3:55 (Arena, Conley, Alex Hope)
8. It's Just What It Is – 3:54 (Arena, Greg Fitzgerald)
9. Don't Look Back – 4:06 (Arena, Conley, Alex Hope)
10. Bring Me Love – 3:56 (Arena, Andy Macken, Thom Macken)
11. Only Lonely – 3:22 (Arena, Alex Hope, Roberto De Sa)
12. Destination Unknown – 3:58 (Arena, Paul Statham)
13. Reset All – 3:46 (Arena, Nixon, Lindsay Rimes)

Edizione Deluxe (Tracce bonus)
1. I Can Breathe – 3:35 (Arena, Anthony Egizii, David Musumeci)
2. Lose Myself – 3:50 (Arena, Conley, De Sa, Alex Hope)
3. You Set Fire to My Life (acoustic) – 4:22 (Arena, Lindblom, Wollbeck)